# Nesta Obermer
Nesta Obermer nata Ella Ernestine Sawyer (Cromer, 14 settembre 1893 – Paudex, 3 ottobre 1984) è stata una filantropa, pittrice e drammaturga britannica.

## Biografia
Ella Ernestine Sawyer nacque il 14 settembre 1893 a Cromer Hall, Norfolk, in Inghilterra, da Ethel Maria (nata Hulley) ed Ernest Edward Sawyer. Quando era piccola, le fu dato il soprannome di Nesta. Bambina malaticcia, soffriva di peritonite e tubercolosi, condizione che richiese un ricovero di oltre un anno. Durante quel periodo iniziò a scrivere The Reason of the Beginning and other Imaginings, che fu pubblicato nel 1921. Suo padre, diplomatico di carriera, fu inviato a Berna e di conseguenza la famiglia si trasferì in Svizzera durante la prima guerra mondiale. Sawyer iniziò a scrivere articoli come corrispondente di guerra dall'età di 17 anni, pubblicando anche sul Times. Negli anni '20 iniziò a fare teatro amatoriale, e fu proprio in un circolo teatrale che incontrò il futuro marito: il 23 aprile 1925, a St James' Church Sussex Gardens, sposò Seymour Obermer, un drammaturgo americano che viveva in Inghilterra.
Continuando a usare il suo nome da nubile per il decennio successivo, Sawyer divenne una figura di spicco della società, nota per il suo fascino e il suo stile, insieme al marito, che aveva 30 anni in più. La coppia viveva in una casa nella campagna inglese, nel loro appartamento a Londra o nella loro villa a Grasse in Costa Azzurra. Trascorrevano l'inverno in Svizzera e le estati a Venezia. Sawyer una volta affermò che dopo il suo matrimonio lei e suo marito raramente rimasero "più di tre notti in un posto". Contro la volontà del marito, ottenne la patente di guida e imparò a fare surf. Nello stesso periodo, conquistò medaglie d'oro in gare di pattinaggio e sci. Nel 1932, nel corso di una cena, incontrò l'artista Gluck, e pochi anni dopo iniziò tra loro un'intensa relazione.
Negli anni '30 Sawyer iniziò a scrivere commedie. La sua prima produzione, Black Magic, debuttò al Royalty Theatre di Londra nel 1931, fu messa in scena nel 1935 dalla Theatre Guild di New York City e adattata per la televisione nel 1938. La sua seconda commedia So Good, So Kind fu presentata nel 1933 al Playhouse Theatre, così come Little White Lies, che aprì la stagione autunnale. Recitò drammi, poesie e commedie alla BBC Radio negli anni '30 e '40. Durante questo stesso periodo, la relazione di Sawyer con Gluck si intensificò. Il 25 maggio 1936, Gluck confidò al proprio diario che i due si erano sposati, si erano scambiati gli anelli e la data era diventata il loro anniversario. La loro relazione durò fino al 1944 e fu segnata dalla creazione di Medallion, che Gluck chiamò YouWe Picture: si tratta di un doppio ritratto di Gluck e Sawyer, ispirato alla loro partecipazione nel 1936 alla produzione di Fritz Busch dell'opera di Mozart Don Giovanni.  Gluck riconobbe Sawyer come il suo unico grande amore e la sua ispirazione, salvando le lettere che avevano scritto in una scatola da scarpe, scoperta dopo la sua morte.
Gli Obermer erano coinvolti in molte opere di beneficenza e organizzavano eventi a beneficio delle Heritage Craft Schools for Crippled Children; entrambi facevano parte del consiglio di amministrazione e sfruttavano i rapporti con amici influenti per aiutare nella raccolta di fondi. Fornivano inoltre sostegno finanziario alla Yehudi Menuhin School, alla Royal Society for the Prevention of Cruelty to Animals, ad Amnesty International e ad altri programmi educativi. Durante la guerra, prestò servizio nella Protezione civile di Plumpton trasportando i feriti negli ospedali vicini. Realizzava registrazioni per consentire alle persone ipovedenti di ascoltare le maggiori opere letterarie mondiali. Dopo la guerra, per le sue trasmissioni in tempo di guerra fu onorata come ufficiale dell'Ordine dell'Impero Britannico.
Nello stesso periodo, il padre di Obermer morì e sua madre divenne depressa. Per sollevarle il morale, Obermer chiese a sua madre, che era stata una talentuosa acquarellista, di darle lezioni di pittura. Nel 1948, la coppia si trasferì alle Hawaii, poiché il marito di Obermer aveva avuto un ictus e pensava che il clima avrebbe potuto migliorare le sue condizioni. Per sei anni vissero al Royal Hawaiian Hotel, compiendo numerosi viaggi in Asia e nelle isole del Pacifico. Obermer continuò il suo lavoro filantropico, ospitando mostre d'arte e aste per finanziare programmi come il Kuakini Medical Center, la Palama Settlement House e le organizzazioni per persone con disabilità visive. Le sue opere comprendevano ritratti, che sono stati elogiati per aver catturato le caratteristiche dei suoi soggetti, e paesaggi di ambientazioni tropicali, alle Hawaii e dai suoi viaggi a Bali, Fiji, Tahiti e altri luoghi. 

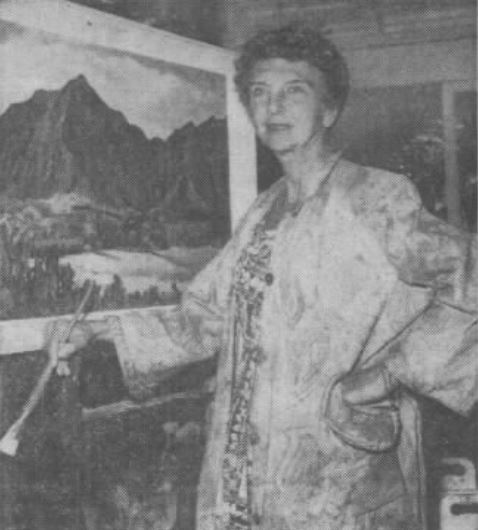
Obermer al suo cavalletto, 1957

Nel 1954, la coppia acquistò una casa a Diamond Head. Obermer continuò a farsi un nome come pittrice, esponendo sia in mostre personali che con gruppi di altri artisti. Nel 1957, a Broadway fu prodotta la sua commedia Mind Over Matter, una riscrittura di Black Magic. Nello stesso anno, Seymour morì e lei ereditò la sua proprietà, del valore di 668 240 $ (equivalenti a 6 200 000 $ nel 2021), ingaggiando con il fisco una lunga battaglia, a causa di una tassazione eccessiva, conclusa a suo favore nel 1964. Quell'anno, un donatore anonimo istituì la borsa di studio Nesta Obermer Chamber Music presso l'Università delle Hawaii per onorare il lungo coinvolgimento di Obermer nella promozione delle arti.
Nel 1969, Obermer si trasferì in Svizzera, stabilendosi a Le Tourbillon, una proprietà di lusso nel Canton Vaud. Continuò il suo stile di vita all'insegna del sociale, intrattenendo personaggi famosi come Joyce Carey, Diana Menuhin, Graham Payn, Ginette Spanier, Joan Sutherland, così come Gluck e la sua nuova compagna Edith Shackleton Heald. Nel 1972 Obermer aiutò Gluck ad allestire quella che sarebbe stata la sua ultima mostra personale. Nel 1978, fu insignita dalla Northwood University di Midland, Michigan con il loro Distinguished Women Award per la sua filantropia.
Obermer morì il 3 ottobre 1984 a Paudex (vicino Losanna).

## Impatto culturale
Nel 2017, il Brighton Museum & Art Gallery ha ospitato una mostra di dipinti ed effetti personali di Gluck, che includeva alcune delle loro lettere e dipinti con Obermer, come The Punt (1937).  Medallion è considerato un'opera seminale e uno dei dipinti più famosi e iconici nella rappresentazione delle relazioni LGBTQ.